# Summerville (Georgia)
Summerville è una città degli Stati Uniti d'America, situata nello Stato della Georgia e in particolare nella contea di Chattooga, della quale è il capoluogo.